# Koalib (Sprache)

Große und kleine at-Buchstaben in Doulos-SIL-Typeface

Koalib (auch genannt Kwalib, Abri, Lgalige, Nirere und Rere) ist eine Niger-Kongo-Sprache der Heiban-Sprachgruppe, die im Sudan gesprochen wird.
Die Völker der Koalib-Nuba, die Turum und die Umm Heitan sprechen diese Sprache.
Die Sprache wird heute mit dem lateinischen Alphabet geschrieben, enthält aber auch spracheigene Sonderzeichen. Es teilt das Schwanz-R (Ɽ) mit anderen sudanesischen Sprachen und verwendet beim Schreiben arabischer Lehnwörter einen Buchstaben, welches dem at-Zeichen (@) ähnelt. Der Unicode-Standard schließt das R WITH TAIL bei den Code Points U+027D (lowercase) und U+2C64 (uppercase) mit ein, aber das Unicode-Konsortium lehnte es ab das at-zeichen als separaten orthografischen Buchstaben zu kodieren. Allerdings unterhält SIL International eine Registrierung der Private Use Area code points, in denen U+F247 LATIN SMALL LETTER AT und U+F248 LATIN CAPITAL LETTER AT stellt. Seit 15. Februar 2013 sind mit der Version 6.2a dieser Liste jedoch diese Buchstaben als „deprecated“ gekennzeichnet.